# Gruzińskie Muzeum Narodowe
Gruzińskie Muzeum Narodowe (gruz. საქართველოს ეროვნული მუზეუმი) – największy związek muzeów w Gruzji. Założone w końcu 2004 roku zrzesza muzea, galerię narodową, archiwa muzealne, domy zabytkowe, instytucje naukowo-badawcze oraz biblioteki w Tbilisi i różnych regionach kraju.
Utworzone w końcu 2004 roku dekretem prezydenckim. Jego korzenie jednak sięgają założonego w 1852 roku muzeum oddziału kaukaskiego Cesarskiego Rosyjskiego Towarzystwa Geograficznego. W początkach zbierało 8 instytucji kultury.
Gruzińskie Muzeum Narodowe scala zarządzanie m.in. następującymi instytucjami kulturalnymi:
- Muzeum Państwowe im. Simona Dżanaszii
- Muzeum Okupacji Sowieckiej w Tbilisi
- Narodowe Muzeum Sztuk Pięknych im. Szalwy Amiranaszwilego wraz z oddziałami
- Muzeum Etnograficzne – skansen na otwartym powietrzu w Tbilisi
- Muzeum Historii i Architektury Pałaców Dadiani w Zugdidi[2][3]

Wśród zbiorów znajdują się kolekcje m.in. obiektów archeologicznych, numizmatycznych, etnograficznych, historii naturalnej, a także malarstwa, grafiki i rzeźby. 